# Piszkos Fred, a kapitány
A Piszkos Fred, a kapitány Rejtő Jenő P. Howard álnéven írt regénye, amely 1940-ben jelent meg. A könyvet színpadra Barnóczky Ákos, Somogyi István és Malgot István is adaptálta. Emellett Korcsmáros Pál – akárcsak Rejtő több más, híres regényét – képregényben is feldolgozta. 2006-ban hangoskönyv formában kiadta a Kossuth Kiadó, Bodrogi Gyula előadásában, 2017-ben pedig a Hungaroton hanglemezkiadó Kern András előadásában. 2019 óta Varsányi Ferenc rendezésében (producer: Takó Sándor, Kollarik Tamás) egész estés animációs mozifilm készül a regényből azonos címmel.

## Tartalom
|  | Alább a cselekmény részletei következnek! |

Fülig Jimmy-t egy verekedés után a Honolulu Star nevű luxusgőzös szállásmestere ráveszi, hogy dolgozzon az általa megvert fűtő és pincér helyett, kettejük fizetéséért. A hajón megismerkedik Mr. Irvinggel, aki inkognitóban St. Antonio uralkodó főherceg, aki szeretné megismerni az „alvilágot”. Kölcsönösen kitanítják egymást, hogy ne bukjanak le a pár napos kaland közben és szerepet cserélnek.
A Vadsuhanc néven az alvilágba merült főherceg számos alkalommal kerül slamasztikába, rettegett bűnözők környezetében (Nagy Bivallyal az élen) kénytelen ráébredni, hogy eddig édeskeveset tudott a „kinti” világról. A főúr Szingapúrban megismerkedik az alvilág több hírhedt alakjával és egyik  vezetőjével, aki egy gyönyörű, ám félelmetes nő: Vöröskarom. A herceget titokban Piszkos Fred segíti, akiről nem tudja, hogy valójában az apja. Végül megannyi kaland szerencsés túlélése során elegendő tapasztalatot szerez, hogy országának trónját is kellőképpen elvezesse. 
A St. Anionio de Vicenzo Y Galapagos főherceg helyébe lépő Fülig Jimmy már majdnem elvész a kormányzás útvesztőiben, de szorongatott helyzetében félelmetes ökleire mindig számíthat. A helyesírás alapvető szabályainak messze fittyet hányó beszámolóiból pedig érzékletes képet nyerünk az uralkodás okozta kihívásokról, ill. azok legyőzéséről.
A főhősöknek számos bonyodalom eredményeként sikerül megakadályozniuk, hogy Alvarez – volt elnök – és szövetségesei megdöntsék a Boldogság szigetek törvényes uralkodójának trónját. Boldog befejezésként a főherceg feleségül veszi az összeesküvő Alvarez lányát, Annát (aki Vöröskarom).
|  | Itt a vége a cselekmény részletezésének! |

## Társasjáték

„Fülig Jimmy rendet tesz” – részlet Korcsmáros Pál Piszkos Fred, a kapitány képregény adaptációjából

A könyv alapján 2010-ben Aczél Zoltán és Árvai Péter játékot készített; ezt a Gém Klub Kft. adta ki. A játékban a játékosok megpróbálnak a négy kocsmában és a három főszereplőnél a családtagjaikkal minél többször többséget kialakítani, hogy ezzel egyrészt gengszterkártyákat szerezzenek, másrészt a középső mezőkön befolyásra tegyenek szert a három főszereplőnél, aztán mindezt arra használják, hogy a nagy balhéban minél nagyobb részesedést szerezzenek. A nagy balhéra minden menet végén sor kerül, amikor a gengszterek felsorakoznak a tíz gengsztermezőn, és persze holmi „piszkos trükk” is bevethetővé válik.

## Kapcsolódó könyvek
A könyv előzményének Az elveszett cirkáló tekinthető, ebben a könyvben szerepelt először Piszkos Fred. A könyv folytatása a Piszkos Fred közbelép, Fülig Jimmy őszinte sajnálatára, ebben Theobald Lincoln milliomos egy expedíciót indít, melynek tagjaként Fülig Jimmy is megjelenik. A negyedik Piszkos Fred-könyv A megkerült cirkáló, ebben Piszkos Fred egy elveszett hajót próbál felkutatni.

### Fordítások
2015-ben megjelent angol nyelven, „Dirty Fred, The Captain” címen, Henrietta Whitlock fordításában. A könyv a „Dirty Fred series” sorozat második kötete.
A könyv román nyelven is megjelent 1991-ben, „Fred-Jeg, Căpitanul” címen, az Editura Porus kiadó gondozásában.